# Kloster St. Alban (Dießen am Ammersee)

Das Klosterwappen neben der Pforte

Das Kloster St. Alban ist ein Kloster der Benediktinerinnen im Dießener Ortsteil St. Alban.
Die Klostergemeinschaft wurde 1923 von Baroness Barbara von Freyberg (1885–1933), genannt Schwester Annuntiata, in den Räumlichkeiten einer ehemaligen Wirtschaft gegründet. Die Baroness hatte im Ersten Weltkrieg im Reservelazarett der Erzabtei Sankt Ottilien gearbeitet. 1923 nahmen die Schutzengelschwestern, wie sie anfangs genannt wurden, am Ammersee 15 Kinder auf. Das Anwesen wurde nach der nahegelegenen, auf das späte 15. Jahrhundert zurückreichenden St.-Albans-Kirche benannt.
Schwere Hindernisse in der frühen Entwicklung der Gemeinschaft waren der Tod der Gründerin mit nur 48 Jahren und das durch die Nationalsozialisten verordnete Verbot, Novizinnen aufzunehmen. Erst 1946 wurden über das Kloster St. Ottilien wieder die ersten Novizinnen aufgenommen. Seit 1954 wirken die Schwestern auf Anregung Bischofs Aurelian Bilgeri in der Mission in (Südafrika) und gründeten 1957 dort eine Diözesankongregation. 1962 bis 1964 wurde das jetzige Klostergebäude errichtet und 1966 zum selbständigen Priorat erklärt. Das Kloster betreibt ein Kinderheim. 

## Lage
- Koordinaten: 47° 57′ 39,2″ N, 11° 6′ 27,7″ O